# Qualité totale
Pour les articles homonymes, voir qualité.
 (février 2024).
Si vous disposez d'ouvrages ou d'articles de référence ou si vous connaissez des sites web de qualité traitant du thème abordé ici, merci de compléter l'article en donnant les références utiles à sa vérifiabilité et en les liant à la section « Notes et références ».
La qualité totale (management par la qualité totale, MQT en français ou management par la qualité et total quality management TQM en anglais) est une démarche de gestion de la qualité dont l'objectif est l'obtention d'une très large mobilisation et implication de toute l'entreprise pour parvenir à une qualité parfaite en réduisant au minimum les gaspillages et en améliorant en permanence les éléments de sortie (outputs).
Cette démarche repose sur ISO 9004, norme qui sert de document explicatif à la norme ISO 9001.

## Histoire
C'est au Japon en 1949 que naissent les concepts connus sous les noms actuels de total quality management, de total productive maintenance ou de Maintenance productive totale. [réf. nécessaire], notamment grâce aux apports de l'américain W. Edwards Deming, missionné à partir de 1947 par le gouvernement d'occupation américain pour mettre en œuvre ses techniques d'amélioration de la qualité développées à partir des années 1930,.
Après la défaite de la Seconde Guerre mondiale, de nombreux ouvriers japonais se mettent en grève à la suite des cessations de paiement des entreprises auxquelles les banques ne prêtent de l'argent que sous la condition sine qua non de l'embauche zéro. Le Japon, déjà menacé par la famine, est très sensibilisé aux gaspillages et développe un souci croissant d'économie à une époque où les systèmes de détection de défauts n'existent pas.
Quand les soldats américains viennent occuper le territoire japonais, puis l'utilisation du pays comme poste stratégique lors de la guerre de Corée, Toyoda fondateur de la désormais célèbre société Toyota y voit un marché potentiel de besoins auxquels il peut subvenir. Il demande alors à l'un de ses ingénieurs, Taiichi Ohno, de mettre en place un modèle différent du fordisme (en vigueur à l'époque) et adapté aux contraintes socio-économiques de l'époque. Ce dernier créera un mode d'organisation appelé Ohnisme dont un des principes fondamentaux est la minimisation des pertes par une qualité absolue. Ce modèle aujourd'hui a fait ses preuves sous le nom plus répandu de toyotisme.

## Implication des ressources humaines
Que ce soit pour la qualité ou la maintenance, les deux termes sont qualifiés de « total ». Ce qualificatif pointe une différence importante dans l'implication des ressources humaines.
- Dans les modèles de gestion occidentaux ,

la Direction s'efforce de tirer l'entreprise vers ses buts,
la Qualité est conçue comme un résultat à atteindre.
le contrôle de qualité est conçu le plus souvent comme l'évaluation finale du résultat.
la production est réalisée par des opérateurs (ouvriers spécialisés OS) organisés selon des principes relevant de la division du travail
le contrôle de qualité n'est effectué qu'en fin de chaîne
les pièces sont triées comme valides ou à mettre au rebut.
- Dans la culture japonaise,

Chaque élément participe à la réalisation du tout.
Tout employé - même le plus modeste - est un moteur contributif aux objectifs, et à la Qualité.
Le contrôle est donc continu dans le temps et partagé par tous
les opérateurs sont nommés Ouvriers Hautement Qualifiés (OHQ).
La qualité obtenue provient de ce que la culture en tant que connaissance est considérée comme un prérequis.
Les employés sont instruits, vigilants, savent communiquer efficacement pour augmenter leur niveau de qualification dans leur domaine.
D'où un management actif de sélection et d'implication des ouvriers, qui sont fidélisés en raison de leur niveau de qualification, mais aussi par des ingénieurs dont les qualités relationnelles avec les ouvriers doivent être développées afin de faciliter la communication interpersonnelle comme organisationnelle.

## Qualité en projet
Cette attitude se retrouve dans d’autres domaines, notamment les projets. La pratique de contrôles et d’autocontrôles de qualité y est essentielle, car, à la différence du monde de la production où la fabrication des pièces est effectuée par une répétition de cycles indépendants, les diverses tâches d’un projet sont en interaction, liées. L'objectif de la qualité ne s’applique pas uniquement à la réalisation, au livrable du projet, mais aussi aux documents, études et à l’équipe en elle-même.
Au commencement d’un projet, la marge de manœuvre est large, mais celle-ci va se réduire rapidement avec l’acquisition des connaissances relatives au sujet du projet. Il est donc vital de détecter les défauts dès leur apparition, car toute temporisation aboutit inévitablement à des difficultés d'adaptation du fait de la diminution des libertés et éventuellement à des pertes de temps sur les échéances et des surcoûts induits qui peuvent aboutir à la mort du projet pour cause de non-rentabilité.

## Non-qualité
La non qualité se définit dans le cadre d’une démarche qualité. La non qualité est constituée de l’ensemble des événements générant un écart par rapport au processus proposé dans la démarche qualité.
La mesure des coûts de non qualité subis pour corriger l’écart vis-à-vis du processus cible est une méthode assez répandue permettant l’élaboration de plans de progrès et la priorisation des actions d’amélioration.

## Développement perspective
L'Autriche a publié en 2000 un système TOTAL QUALITY mis au point par les Ministères du Transport, du Logement et de l’innovation, et adapté à toute construction ou réhabilitation, intégrant des critères environnementaux et de qualité globale.